# Acryptolaria angulata
Acryptolaria angulata är en nässeldjursart som först beskrevs av V.S. Bale 1914.  Acryptolaria angulata ingår i släktet Acryptolaria och familjen Lafoeidae. Inga underarter finns listade i Catalogue of Life.